# Aire urbaine de Ruffec
L'aire urbaine de Ruffec est une aire urbaine française centrée sur l'agglomération de Ruffec, petit pôle urbain de la Charente exerçant son influence sur le nord de ce département.

## Données générales
Selon le dernier zonage effectué par l'INSEE en 2010, l'aire urbaine de Ruffec est composée de 10 communes.
Deux de ces communes en constituent l'unité urbaine.
Dans le département de la Charente, elle occupe le 3e rang départemental, mais elle se situe très loin après les aires urbaines d'Angoulême et de Cognac. Avec l'aire urbaine de Barbezieux-Saint-Hilaire, elle fait partie des quatre aires urbaines de la Charente à compter plus de 5 000 habitants. 
Selon l'INSEE, l'aire urbaine de Ruffec fait partie des petites aires urbaines de la France, c'est-à-dire ayant entre 1 500 et moins de 5 000 emplois.

## Composition de l'aire urbaine
Les communes de l'aire urbaine de Ruffec sont les suivantes :
| Nom              | Code Insee | Statut           | Superficie (km2) | Population (dernière pop. légale) | Densité (hab./km2) |
| ---------------- | ---------- | ---------------- | ---------------- | --------------------------------- | ------------------ |
| Les Adjots       | 16002      |                  | 10,94            | 532 (2022)                        | 49                 |
| Barro            | 16031      |                  | 10,65            | 410 (2022)                        | 38                 |
| Bernac           | 16039      |                  | 8,46             | 463 (2022)                        | 55                 |
| La Chèvrerie     | 16098      |                  | 4,61             | 137 (2022)                        | 30                 |
| Condac           | 16104      |                  | 9,59             | 460 (2022)                        | 48                 |
| Courcôme         | 16110      | commune nouvelle | 29,58            | 801 (2022)                        | 27                 |
| La Faye          | 16136      |                  | 13,44            | 595 (2022)                        | 44                 |
| Ruffec           | 16292      |                  | 13,37            | 3 394 (2022)                      | 254                |
| Taizé-Aizie      | 16378      |                  | 14,81            | 585 (2022)                        | 40                 |
| Villiers-le-Roux | 16413      |                  | 4,84             | 159 (2022)                        | 33                 |

## Évolution démographique
| 1968  | 1975  | 1982  | 1990  | 1999  | 2006  | 2011  | 2016  |
| ----- | ----- | ----- | ----- | ----- | ----- | ----- | ----- |
| 7 442 | 7 558 | 7 717 | 7 565 | 7 404 | 7 489 | 7 617 | 7 631 |